# Bangor (Michigan)
Bangor település az Amerikai Egyesült Államok Michigan államában, Van Buren megyében. Lakosainak száma 2016 fő (2020. április 1.).

## Népesség
A település népességének változása:

| 2010 | 1 885 |
| 2020 | 2 016 |